# Grafkelder van de familie Van Heeckeren van Wassenaer
De grafkelder van de familie Van Heeckeren van Wassenaer is een monumentale grafkelder op de algemene begraafplaats in het Nederlands stadje Delden.

## Achtergrond
Het nabij Delden gelegen landgoed Twickel kwam in de zeventiende eeuw in het bezit van de familie Van Wassenaer. Marie Cornélie van Wassenaer Obdam (1799-1850) trouwde in 1831 met Jacob Dirk Carel van Heeckeren (1809-1875), waarna het in handen van de familie Van Heeckeren kwam.
In de 19e-eeuwse grafkelder werden Carel George Unico Willem (1856-1883) en diens broer dr. Rodolphe Frédéric van Heeckeren van Wassenaer (1858-1936) bijgezet. De laatste zorgde er onder meer voor dat Delden werd aangesloten op de waterleiding en ontving daarvoor als dank van de bevolking het monument Van Heeckeren van Wassenaer. In 1975 werd ook zijn weduwe, Marie Gräfin von Aldenburg Bentinck bijgezet. Haar privé-landgoederen zijn bij legaat overgegaan naar de in 1953 opgerichte Stichting Twickel. In 2015 is de grafkelder gerestaureerd.

## Beschrijving
De neoclassicistische, zandstenen grafkelder is opgetrokken op een rechthoekige plattegrond en heeft één bouwlaag. In de noordgevel is de ingang aangebracht, bereikbaar via een verdiept gelegen terras. De entree bestaat uit twee stalen deuren met een bronzen afdekplaat, tussen twee halve Dorische zuilen, onder een fries met kroonlijst. Het voorportaal werd in 1929-1930 toegevoegd. Op beide hoeken aan de voorzijde van het dak is boven een hoekliseen een siervaas geplaatst, op de buik daarvan een griffioen met op zijn borst het familiewapen. Aan de achterzijde is een risalerende middenpartij geplaatst met een Palladiaans motief.

## Waardering
Het gedenkteken werd in 1997 als rijksmonument in het Monumentenregister opgenomen, vanwege het cultuur-, architectuurhistorisch en stedebouwkundig belang.